# Ndogo (peuple)
Pour les articles homonymes, voir Ndogo.
Les Ndogo sont un peuple d'Afrique centrale établi au Soudan du Sud, autour des villes de Wau, Raga et Deim Zubeir.

## Ethnonymie
Selon les sources, on observe peu de variantes : Ndoggo, Ndoggos.

## Langues
Leur langue est le ndogo, une langue adamawa-oubanguienne. Peu d'entre eux sont monolingues.